# Heteragrion gracile
Heteragrion gracile – gatunek ważki z rodziny Heteragrionidae.